# David Gunn (Komponist)
 David Ross Gunn ist ein US-amerikanischer Komponist und Humorist.

## Leben
Gunn begann seine musikalische Ausbildung in den Fächern Klavier und Perkussion an der Settlement Music School in Philadelphia und studierte Komposition an der Ohio State University. 1992 erhielt er den ersten von einem Dutzend Kompositionsaufträgen des Vermont Contemporary Music Ensemble ("A Song, a Dance and a Spizder), das 1997–1998 eine CD mit sechzehn Kompositionen Gunns unter dem Titel Somewhere East of Topeka aufnahm.
Weitere Kompositionsaufträge erhielt er u. a. vom Vermont Symphony Orchestra, dem Vermont Youth Orchestra, der Gruppe Essential Music, dem Montpelier Chamber Orchestra und der Social Band. Für die Aufführungen von Ray Bradbury's Pandemonium Theater Company komponierte er mehrere Schauspielmusiken. Mehr als zehn Jahre war er neben Dennis Báthory-Kitsz Kodirektor der Radioshow Kalvos & Damian's New Music Bazaar, die 2000 mit dem Deems Taylor Award der ASCAP ausgezeichnet wurde.
Daneben ist Gunn als Autor von mehr als vierhundert Rundfunkessays und Humorist bekannt. Auch seine vielfach ironisch gebrochenen, oft auch parodistischen Kompositionen versieht er regelmäßig mit humoristischen Kommentaren. Nach eigenem Bekunden lebt er gleichzeitig in Barre/Vermont und der Hoffnung auf (in dieser Reihenfolge) Frieden auf Erden, guten Willen unter den Menschen und einen Haufen Geld auf der Bank.